# Saturnia v-solstitii
Saturnia v-solstitii är en fjärilsart som beskrevs av De Henry. 1939. Saturnia v-solstitii ingår i släktet Saturnia och familjen påfågelsspinnare. Inga underarter finns listade.